# さかき傘
さかき 傘（さかき かさ）は日本の小説家。シナリオライター。

## 来歴
2004年に『式神戦巫女水輝―呪淫の生贄』が出版され、その後、小説版『つよきす』をてがける。2011年には『つよきす3学期』のシナリオを手がけ、これを機にゲームのシナリオライターとしても活躍の場を広げ、数々の作品を世に送り出す。小説は、『琴浦さん』のノベライズは一般的なライトノベルとなっているが、それまでの全ての作品はジュブナイルポルノだった。

## 作品

### 小説
ジュブナイルポルノ
- 式神戦巫女水輝―呪淫の生贄 ごま さとし (イラスト) キルタイムコミュニケーション 2004年5月 ISBN 978-4860320942
- デビルシスターカレン フジヤマタカシ (イラスト) キルタイムコミュニケーション 2004年12月29日 ISBN 978-4860321260
- 闇の小公女リゼル あぶりだし ざくろ (イラスト) キルタイムコミュニケーション 2005年5月10日 ISBN 978-4860321727
- メディカルシスターズ  ピエ~ル☆よしお (イラスト) キルタイムコミュニケーション 2005年9月9日 ISBN 978-4860322021
- つよきすアナザーストーリー 椰子なごみの場合 篠塚醸二 (イラスト) キルタイムコミュニケーション 2006年3月 ISBN 978-4860322441
- まままま 緋色雪 (イラスト) キルタイムコミュニケーション 2006年4月18日 ISBN 978-4860322595
- つよきすアナザーストーリー 鉄乙女の場合 篠塚醸二 (イラスト) キルタイムコミュニケーション 2006年6月29日 ISBN 978-4860322854
- つよきすアナザーストーリー 霧夜エリカの場合 篠塚醸二 (イラスト) キルタイムコミュニケーション 2006年10月29日 ISBN 978-4860323141
- つよきす 椰子なごみの場合2 葵久美子 (イラスト) キルタイムコミュニケーション 2007年2月27日 ISBN 978-4860323615
- サムライいにしえーしょん 弟子と修行ざんまいの日々 篠塚醸二 (イラスト) キルタイムコミュニケーション 2007年4月17日 ISBN 978-4860323776
- つよきすアナザストーリー 近衛素奈緒の場合 篠塚醸二 (イラスト) キルタイムコミュニケーション 2007年6月 ISBN 978-4860324094
- つよきすアナザーストーリー 蟹沢きぬの場合 篠塚醸二 (イラスト) キルタイムコミュニケーション 2007年10月30日 ISBN 978-4860324728
- ほしフル 星川瑠歌のほし空 くさなぎほむら (イラスト) キルタイムコミュニケーション 2008年1月31日 ISBN 978-4860325220
- つよきすアナザーストーリー おとなごみと猫姫と小さな乙女さんの場合 篠塚醸二 (イラスト) キルタイムコミュニケーション 2008年3月30日 ISBN 978-4860325411
- 双子姫のカノン きりさわときと (イラスト) キルタイムコミュニケーション 2008年7月17日 ISBN 978-4860326029
- かみぱに! 九条天音の夏休み しんたろー (イラスト), 華師 (イラスト) キルタイムコミュニケーション 2008年8月30日 ISBN 978-4860326265
- つよきす2学期アナザーデイズ 橘瀬麗武の場合 真広雄海 (イラスト) キルタイムコミュニケーション 2008年9月30日 ISBN 978-4860326401
- 双子姫のカノン2 the scent of Roses きりさわときと (イラスト) キルタイムコミュニケーション 2009年1月15日 ISBN 978-4860326883
- つよきす2学期アナザーデイズ ピンチなごみと男乙女と素奈緒お姉ちゃんの場合 真広雄海 (イラスト) キルタイムコミュニケーション 2009年2月28日 ISBN 978-4860327095
- ワルプルギスの淫夢 あぶりだしざくろ (イラスト) キルタイムコミュニケーション 2009年6月1日 ISBN 978-4860327415
- つよきす2学期アナザーデイズ 鉄乙女の場合 真広雄海 (イラスト) キルタイムコミュニケーション 2009年6月30日 ISBN 978-4860327675
- 思春期なアダム 天海雪乃 (イラスト) キルタイムコミュニケーション 2009年8月30日 ISBN 978-4860327897
- つよきす2学期アナザーデイズ ツンなごみと教室の2人と少し大人になった姫の場合 真広雄海 (イラスト) キルタイムコミュニケーション 2009年10月30日 ISBN 978-4860328283

ライトノベル
- 琴浦さん 琴浦春香のこころえにっき えのきづ（イラスト）キルタイムコミュニケーション 2013年7月12日 ISBN 978-4799204306

### ゲーム
- つよきす3学期 きゃんでぃそふと / 2011年03月31日
- つよきす3学期 -Portable- ネットレヴォ きゃんでぃそふと / 2012年05月31日
- 辻堂さんの純愛ロード みなとカーニバル / 2012年09月28日
- つよきす3学期 Full Edition きゃんでぃそふと / 2013年04月26日
- 辻堂さんのバージンロード みなとカーニバル / 2013年08月30日
- つよきすNEXT きゃんでぃそふと / 2013年12月20日
- ひこうき雲の向こう側 FLAT / 2014年03月28日
- クロガネ回姫譚-閃夜一夜-  みなとすてーしょん / 2015年01月29日
- つよきすFESTIVAL  きゃんでぃそふと / 2015年12月25日
- しゅがてん！-sugarfull tempering-  RECETTE / 2017年2月24日
- 金色ラブリッチェ  SAGA PLANETS / 2017年12月22日
- まおてん Candy Soft / 2018年06月29日
- EVE rebirth terror El Dia / 2019年04月25日
- 金色ラブリッチェ -Golden Time-  SAGA PLANETS / 2019年2月22日
- 星空鉄道とシロの旅  しらたまこ / 2020年12月30日[1]
- AMBITIOUS MISSION  SAGA PLANETS / 2022年5月27日
- EVE ghost enemies El Dia / 2022年6月30日
- AMBITIOUS MISSION アフターエピソード1  SAGA PLANETS / 2023年5月26日
- AMBITIOUS MISSION アフターエピソード2  SAGA PLANETS / 2023年6月30日
- ライムライト・レモネードジャム  ゆずソフト / 2025年9月26日[2]
- 何度目かのはじめまして Purple software / 2025年9月26日[3]

### その他
- 星空鉄道とシロの旅 旅のしおり（書き下ろしストーリー、インタビュー）[4]